# Servon (Vienne)
Der Servon ist ein kleiner Fluss, der im südwestlichen Teil von Zentral-Frankreich im Département Vienne der Region Nouvelle-Aquitaine östlich der Stadt Poitiers verläuft. 

## Geografie

### Verlauf
Der Servon entspringt dem kleinen See Étang du Tinturier im südlichen Gemeindegebiet von Leignes-sur-Fontaine, entwässert generell in nordwestlicher Richtung und mündet nach insgesamt rund 17 Kilometern im Gemeindegebiet von Chauvigny als rechter Nebenfluss in die Vienne. Im Unterlauf versickert der Fluss teilweise im Untergrund.

### Orte am Fluss
(Reihenfolge in Fließrichtung)
- Servon, Gemeinde Leignes-sur-Fontaine
- Chapelle-Viviers
- Pouzioux, Gemeinde Chauvigny
- Villeneuve, Gemeinde Chauvigny
- Saint-Pierre-lès-Églises, Gemeinde Chauvigny
- Chauvigny

## Sehenswürdigkeiten
- Grotte de Jioux (auch Grotte de Gioux geschrieben), menschliche Zufluchtshöhle aus der Jungsteinzeit am Flussufer beim Ort Saint-Pierre-lès-Églises, Gemeinde Chauvigny – Monument historique[4].